# Борн, Юхан Август фон
Юхан Август фон Борн (1815, Борго — 1878, Гельсингфорс) — государственный служащий Великого княжества Финляндского. Был руководителем Генеральной таможенной дирекции Великого княжества Финляндского с 1855 по 1865 год, сенатором с 1865 по 1873 год и ландмаршалом рыцарства и дворянства Сейма Финляндии.

## Биография
Окончив университет в 1832 году, получил диплом судьи в 1834 году и начал карьеру в качестве служащего Абоского гофгерихта, а в следующем году поступил на службу в Императорский финляндский сенат качестве внештатного копииста. Вначале служил в судебном, а затем в экономическом департаменте Сената. После службы в Абоском и Выборгском гофгерихте в 1837-1839 годах вернулся в Сенат, где в 1840–1842 годах фон Борн был секретарем временной комиссии по изменениям в денежной политике экономического департамента и впоследствии совмещал обязанности секретаря различных комиссий и комитетов (в том числе по делам мануфактур, цензуры, а в 1845–1855 годах по строительству Сайменского канала).  
Фон Борн стал протеже Ларса Габриэля фон Хаартмана, который был заместителем председателя экономического департамента Сената. Фон Хаартман был дядей его жены и, вероятно, помог ему возглавить Генеральную таможенную дирекцию в 1855 году. Фон Хаартман умер в 1859 году и в своем завещании назначил фон Борна душеприказчиком и опекуном своих несовершеннолетних детей. В том же году вступила в силу таможенно-тарифная реформа, подготовленная комитетом во главе с фон Борном. Позже он также был членом нескольких важных комитетов.  Фон Борн был назначен членом экономического департамента Сената в 1865 году, а со следующего года он занимал в нём пост главы экспедиции по сельскому хозяйству. Избирался депутатом от дворянства в Сейм Финляндии 1863—1864, 1867, 1872 и 1877—1878 годов. В сейме 1872 г. назначен вице-ландмаршалом рыцарства и дворянства, а в сейме 1877–1878 гг. - ландмаршалом. 
Будучи шведоманом, в начале 1870-х годов поддержал проект Казимира фон Котена, главы школьного совета, по переводу финноязычной школы из Хельсинки в Хямеенлинну, что должно было способствовать обучению на шведском языке. 
В 1855 году фон Борну было присвоено придворное звание камер-юнкера, а в 1861 году — чин статского советника. В 1864 году указом императора Александра II он был возведён в баронское достоинство Великого княжества Финляндского. Фон Борн ушел из Сената в отставку по состоянию здоровья в 1873 году.

## Семья
Родителями фон Борна были сенатор, губернатор Самуэль Фредрик фон Борн и Катарина Элизабет фон Мориан. Его брат был юристом, государственным деятелем Карлом Фредриком фон Борном .  В 1844 году Йохан Август фон Борн женился на Хедвиге Ловизе Франциске фон Хаартман, которая была дочерью Карла Даниэля фон Хаартмана, главы медицинской комиссии.   У пары родилось десять детей, в том числе депутат и ландмаршал Виктор Магнус фон Борн и общественный деятель Ханна Пальме, поселившаяся в Швеции. Дочь фон Борна Фанни была замужем за генералом артиллерии Акселем Гадолином, но семья распалась, когда раскрылся тайный роман Фанни с полковником Фредриком Виллехадом фон Вендтом. 
Фон Борн унаследовал от своего отца поместье Гаммельбака в Порвоо, а после того, как его брат умер бездетным в 1867 году, также поместье Суур-Сарвилахти в Перная . Обе усадьбы в конечном итоге унаследовал его сын Виктор. 
Среди внуков фон Борна были политики Эрнст фон Борн и Эрнст фон Вендт . Премьер-министр Швеции Улоф Пальме был внуком его дочери Ханны. 